# Rehbergturm
Der 14 m hohe achteckige Rehbergturm auf dem namensgebenden Rehberg (576,8 m ü. NHN) im Pfälzerwald (Rheinland-Pfalz) ist aus behauenen Sandsteinen errichtet und steht unter Denkmalschutz.

## Geographische Lage
Der Turm steht im Norden der Waldgemarkung der Ortsgemeinde Waldrohrbach im Wasgau, wie der südliche Teil des Pfälzerwalds auch genannt wird.

## Beschreibung

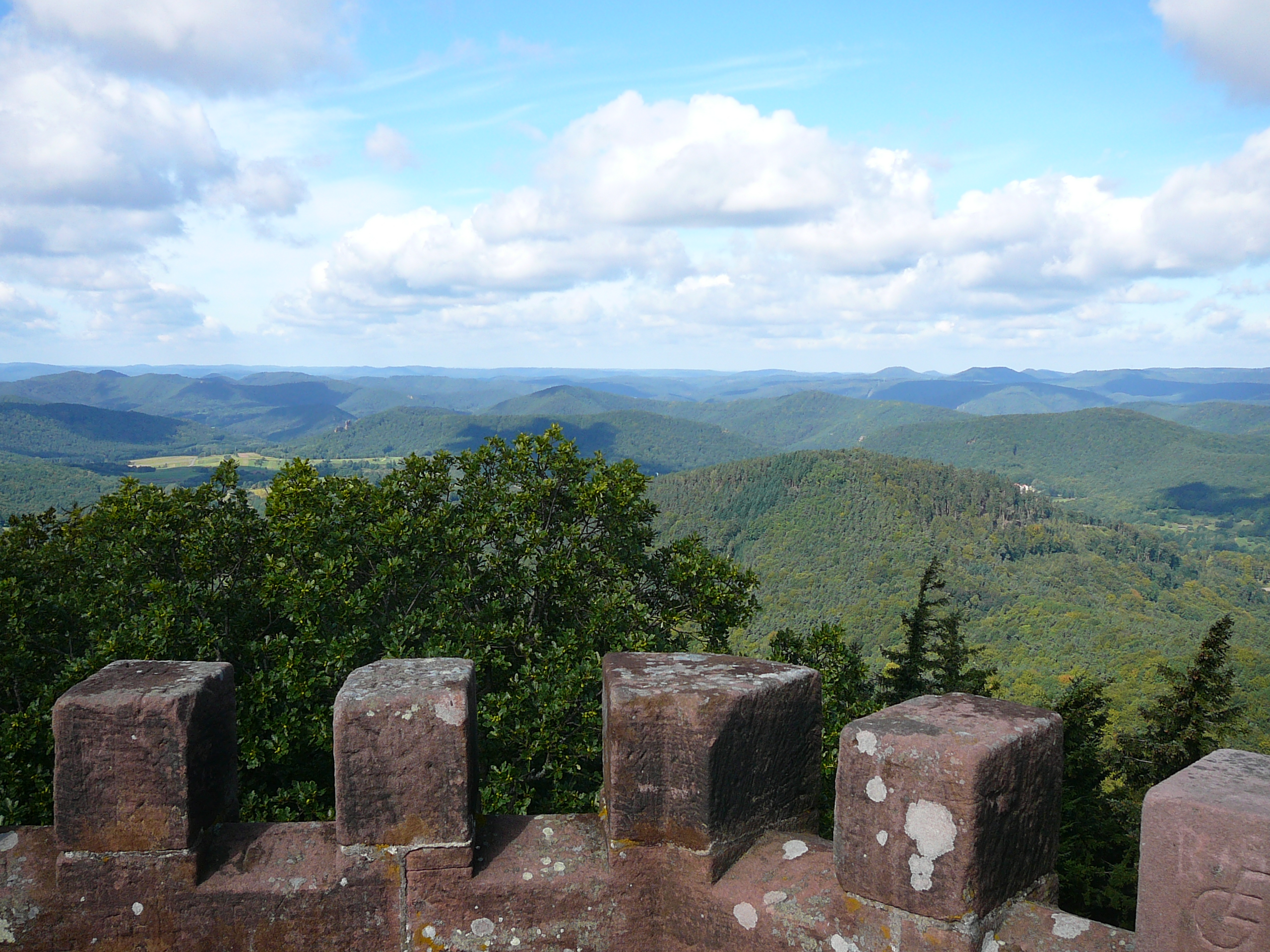
Die zinnengekrönte Brüstung

Auf einem Sockel von 2 m Höhe erhebt sich der eigentliche Turmaufbau, der mit Brüstung eine Höhe von 14 m erreicht. Zur spitzbogigen Türöffnung des Turms führt außen eine neunstufige Freitreppe, zu seiner 12,8 m hoch liegenden Aussichtsplattform mit zinnengekrönter Außenmauer innen eine Wendeltreppe mit 49 Stufen. Der Sockel bildet ein Oktogon mit Seitenlängen von jeweils 1,5 m, sein Umfang beträgt 8 × 1,5 = 12 m. Aus den Maßen lässt sich eine Grundfläche von 15,75 m² errechnen.
Der Rehbergturm steht zwischen halbhohen Bäumen, von denen einige direkt benachbart emporgewachsen sind. Sie sind jedoch sämtlich niedriger als der Turm, so dass die Sicht von der Plattform nicht behindert wird.

## Geschichte

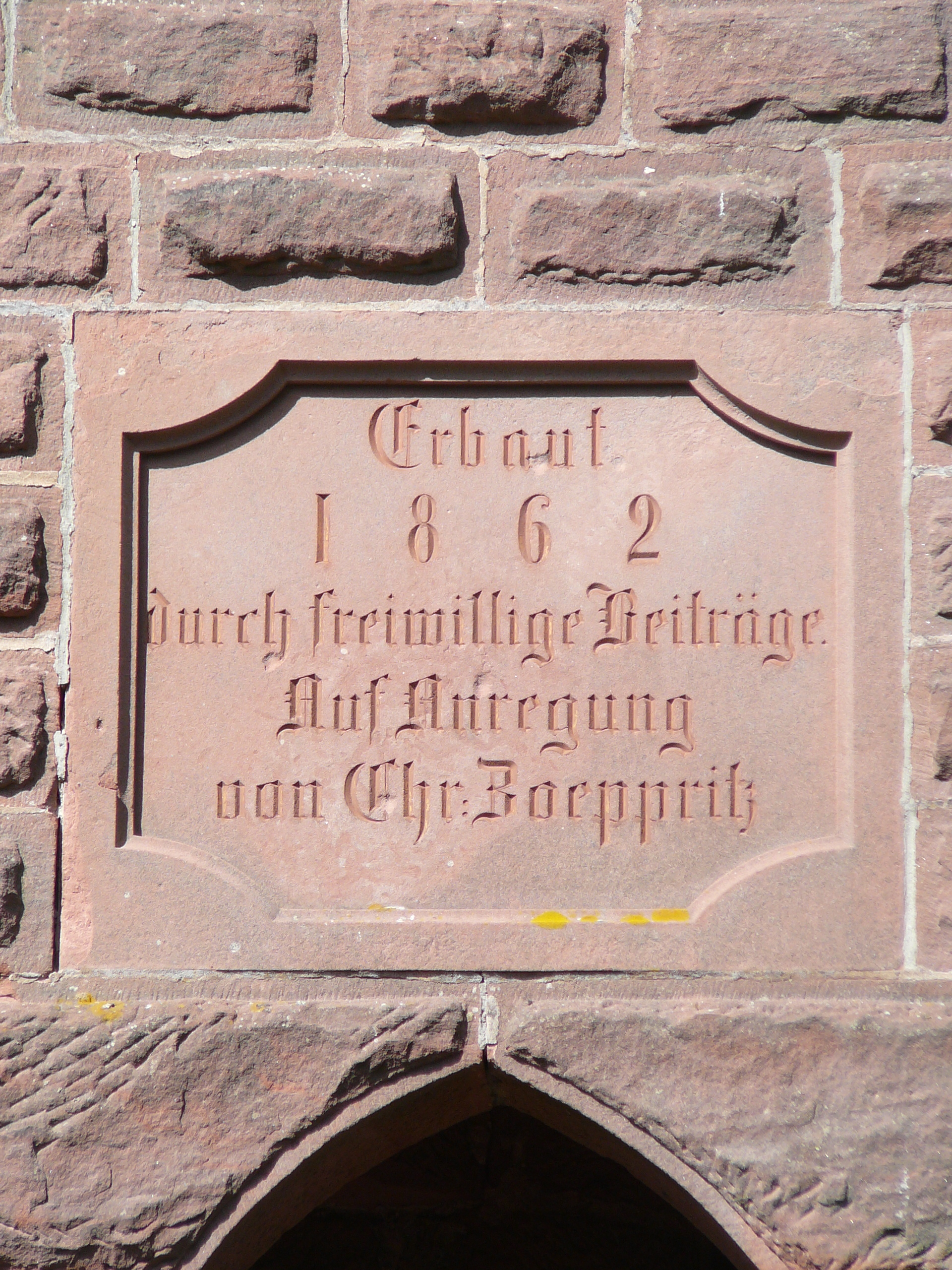
Widmungstafel

Der Turm wurde nach fünfmonatiger Bauzeit am 17. September 1862 eingeweiht. Den Bau hatte ein Christian Zoeppritz aus Darmstadt veranlasst, der in manchen späteren Quellen „Förster“ bzw. „Revierförster“ genannt wird. Da der Begriff „Förster“ früher allgemein einen Forstmann bezeichnete, ist es wahrscheinlich, dass der Initiator des Turms der Darmstädter Unternehmer und Politiker Christian Zöppritz war. Dieser hatte als begütertes Mitglied der Landstände des Großherzogtums Hessen im Annweilerer Wald ein Jagdrevier gepachtet. Die Beziehungen dürften darauf zurückgehen, dass die vormalige Landgrafschaft Hessen-Darmstadt bis zum Ende des 18. Jahrhunderts im Wasgau größere Besitzungen hatte. Zu Ehren des Förderers wurde über der Türöffnung des Turms eine steinerne Erinnerungstafel angebracht, in die folgender Text eingemeißelt ist:

„Erbaut 1862 durch freiwillige Beiträge. Auf Anregung von Chr. Zoeppritz“

## Rundblick
Da der Rehberg seine nähere Umgebung überragt, bietet sich von der Aussichtsplattform des Turms aus knapp 590 m Höhe ein umfassender Rundblick über den südlichen Pfälzerwald, die Rheinebene und auf deren östliche Randgebirge Schwarzwald und Odenwald.